# Пристрій для підрахунку банкнот

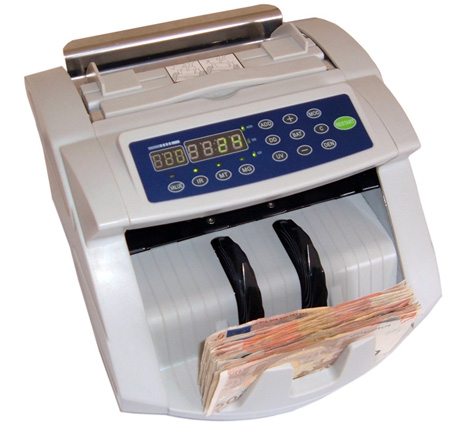
Лічильник банкнот

Пристрій для підрахунку банкнот — тип банківського обладнання, що застосовується на різних етапах обробки банкнот (при перевірці справжності, перерахунку, сортуванні, упаковці та видачі) об'єднується загальним поняттям пристроїв для підрахунку банкнот.
Автоматичні машини для підрахунку банкнот з'явились у світі у 1920-х р.р. Вважається, що першим зразком був пристрій, представлений у США компанією «Federal Bill Counter Company» (Вашингтон). Пристрої були розроблені з метою підвищення ефективності роботи кас Федерального резервного банку та мінімізації помилок касирів.
У звичному для нас вигляді лічильники банкнот були розроблені компанією «Tokyo Calculating Machine Works» (Сінаґава, Токіо). Компанія представила їх у 1962 році.
У 1981 р. з'явились комп'ютеризовані лічильники, зокрема, модель «REI High-Speed machine», яка підраховувала до 72 000 банкнот на годину та виключала ручне сортування і перерахунок. Цей інноваційний пристрій також сортував банкноти за номіналами та вилучав підроблені або зношені банкноти. Багато інноваційних рішень, використаних у цій моделі, застосовуються й досі для перевірки справжності та зношеності банкноти (зокрема, перевірка металевої стрічки, ультрафіолетового друку, щільність паперу тощо).

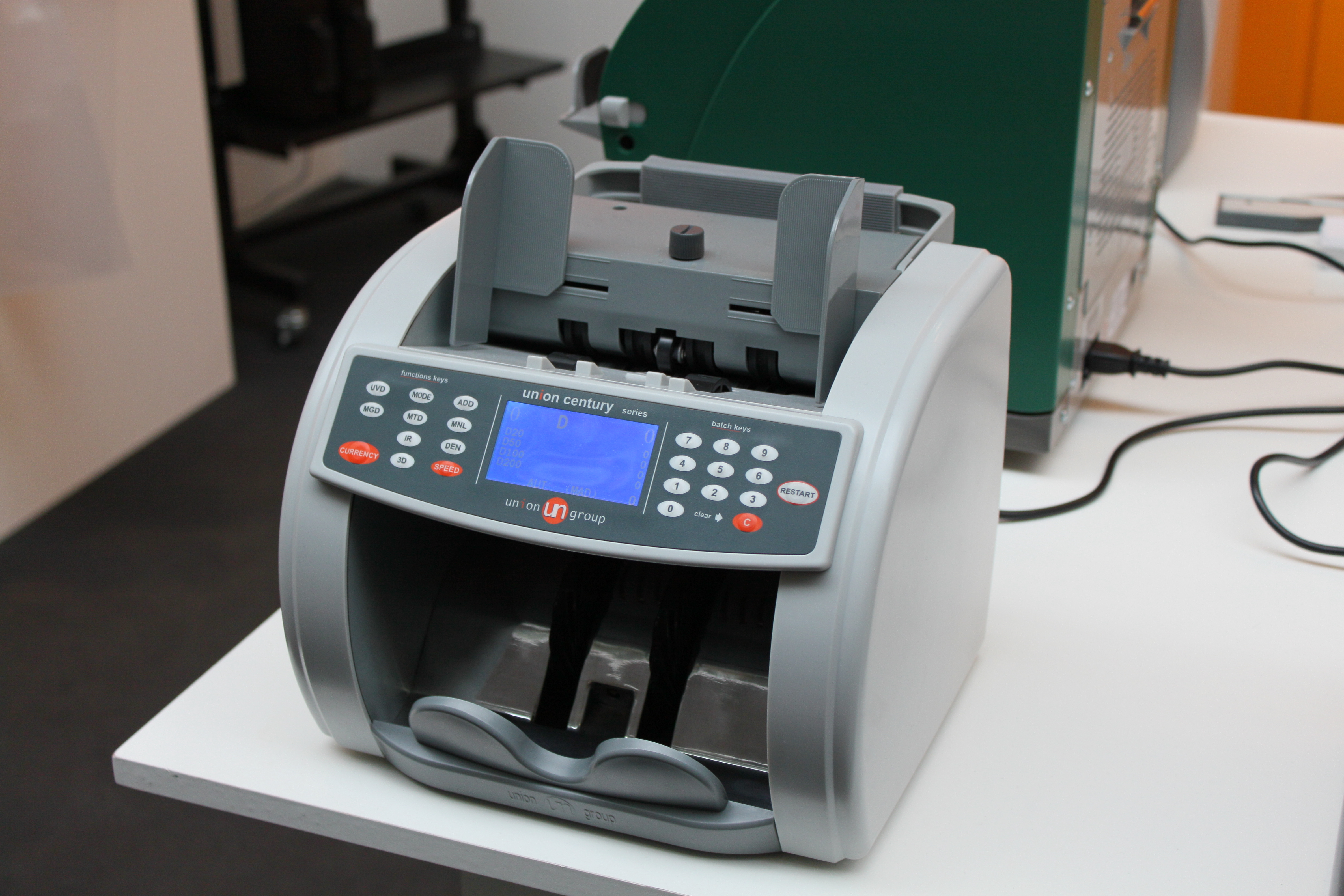
Інша модель лічильника банкнот

Всі лічильники рахують банкноти приблизно за одним і тим самим принципом: за допомогою системи роликів лічильник підхоплює із завантажувального бункеру по одній банкноті, транспортує її по тракту та складає у прийомний лоток (карман). Під час проходження по тракту, банкноти переривають потік світла, завдяки чому визначається кількість банкнот. Як правило, швидкість підрахунку сягає 600/1200/1500/2000 банкнот на хвилину.
Лічильники банкнот, які здійснюють тільки підрахунок банкнот, також називають купюролічильними машинами.
Існують також пристрої, що підраховують чеки, купони та інші платіжні інструменти, які мають стандартні розміри.
В лічильниках з одночасною перевіркою справжності перевірка справжності, як правило, здійснюється шляхом порівняння «образу» банкноти, що розпізнається, із записаним у пам'яті пристрою.
Останнім часом широко застосовуються так звані «двокарманні» лічильники з детекцією, що дозволяє без зупинки перерахунку складати в окремий карман підозрілі, фальшиві, пошкоджені та ветхі банкноти.
Вакуумні лічильники дозволяють працювати з обандероленими банкнотами. В таких лічильниках перерахунок відбувається по куту банкноти за допомогою системи вакуумних головок. Такі лічильники можуть перераховувати банкноти лише у пачках, перехоплених паперовою стрічкою в одному напрямку (на відміну від пачки, перехопленої хрест на хрест).
У найбільш просунутих моделей лічильників є порти для підключення зовнішнього обладнання (наприклад, зовнішнього дисплею, що дозволяє клієнту бачити дії касира у обмінному пункті тощо). В деяких моделях передбачений порт RS-232 для підключення до комп'ютера. При встановленні відповідного програмного забезпечення це дозволяє отримувати результати підрахунку на моніторі та одразу їх опрацьовувати.